# 彭鏡毅
彭鏡毅（1950年6月30日—2018年5月1日），台灣植物分类学家，曾任職於中央研究院生物多樣性研究中心。

## 學經歷
彭鏡毅於1972年獲得國立中興大學植物學系學士，1976年獲得國立臺灣大學植物研究所碩士，1982年在美國圣路易斯华盛顿大学獲得生物學博士學位，指導教授為密蘇里植物園園長彼得·雷文。回到台灣後曾擔任國立自然科學博物館副館長、代理館長、中央研究院植物研究所（今中央研究院植物暨微生物學研究所）研究員、中央研究院生物多樣性研究中心研究員與研究博物館館長等職務。

## 研究
彭鏡毅的研究專長為植物分類學、生物系統學。
彭鏡毅是秋海棠科的專家，曾發現以他命名的「彭氏秋海棠」（Begonia pengii）與「鏡毅秋海棠」（Begonia chingipengii）等新種秋海棠科植物。

## 著作
- 《植物學百科圖典》，貓頭鷹出版社，2012年2月2日，ISBN 9789862620687

## 外部連結
- 中央研究院生物多樣性研究中心介紹彭鏡毅
- 【悼念台灣秋海棠專家 #彭鏡毅】 （页面存档备份，存于）